# ドイツの歴史認識
ドイツの歴史認識（ドイツの れきしにんしき）では、特にドイツ連邦共和国（以下BRD）における第二次世界大戦時の戦争犯罪と戦後のそれへの社会的認識について扱う。

## ドイツの戦争犯罪観
第二次世界大戦での敗戦によってドイツ国はナチス政権の崩壊にとどまらず、ベルリン宣言の発表によって国家消滅にまで至った。旧ドイツ国の領域はアメリカ合衆国・イギリス・フランス・ソビエト連邦に分割占領され、1949年にソ連占領地区が社会主義国家としてのドイツ民主共和国 (DDR) に、それ以外が自由主義・資本主義国家としてのドイツ連邦共和国 (BRD) としてそれぞれ独立国家を創設し、その後1990年までの41年間にわたって東西分裂の時代があった。
BRDでは当初は占領軍の手でナチスの追及が行われたが、占領期の後期にドイツ人の手に委ねられた結果「非ナチ化はいまや、関係した多くの者をできるだけ早く名誉回復させ、復職させるためだけのものとなった」と評価される事態となった。このため「非ナチ証明書」はナチス時代の汚点を拭う事実上の「免罪符」となった。それは罪を洗い流す証明書だということで、洗剤のブランド名をとって「ペルジール証明書」と皮肉られた。
そしてBRD建国後、わずか1年あまりの1950年にはアデナウアー政権の元で「非ナチ化終了宣言」が行われた。その結果、占領軍の手で公職追放されていた元ナチ関係者15万人のうち99%以上が復帰している。1951年に発足したBRD外務省では公務員の3分の2が元ナチス党員で占められていた。
更に再軍備に伴い国防軍による戦争犯罪とナチスのユダヤ人迫害は故意に切り離され、「戦争犯罪とは無縁のクリーンな国防軍」という「国防軍神話」の成立により略奪や虐殺といった戦争犯罪の追及はおざなりとなっていった。
これは1952年12月3日にコンラート・アデナウアー首相の行った軍の名誉回復演説
私は本日、本会議場において連邦政府の名において宣言したいと思います。われわれは皆、気高き軍人の伝統の名において、陸・海・空で名誉ある戦いを繰り広げたわが民族のすべての兵士の功績を承認します。われわれは近年のあらゆる誹謗中傷にもかかわらず、ドイツの軍人の名声と偉大な功績がいまなおわが民族のもとで命脈を保ち、今後も生き続けることを確信します。
に象徴されており、これが現在に至るまでBRDにおける保守派の国防軍認識の基礎となった。
その一方で、ナチスによるユダヤ人迫害については特別視し、謝罪を繰り返している。

## ナチスの犯罪をいかに裁くか
1950年代末には、BRDに対して「血に飢えたナチ裁判官」キャンペーンがDDRで行われている。そこでは元ナチス関係者（党員か協力者）の裁判官や検察官など在朝法曹が1,118人もBRDにはいると非難されており、これらの元ナチス司法官僚はナチスの追及に大きな障害となった。最終的に有罪になったナチス関係者は、罰金刑のような軽い罪を含めても6000人あまり、関係者全体の0.06%に過ぎない。
なお、現在に至るまで、ナチスの犯罪はもっぱら従来の刑法典（謀殺罪、故殺罪、謀殺幇助罪など）のみに依拠して裁かれてきた。日本では、しばしば「人道に対する罪」がBRD刑法に導入されたという指摘がなされるが、ドイツ現代史学者の石田勇治が『過去の克服　ヒトラー後のドイツ』（白水社、2002年）で明快に述べているように、そのような事実はない。また日本では「ナチス戦犯」と呼ばれることもあるが、BRD国内法上の一般刑法犯として裁かれているであって、戦犯として扱われているわけではない。
さらに、BRD政界では戦犯裁判が「戦勝国による不当な裁き」との認識で語られていた。例えば1950年11月8日BRD連邦議会議員ハンス・ヨアヒム・フォン・メルカッツ（ドイツ党）は次のように述べている。
「ドイツ兵に加えられた名誉毀損は償うことができません。ドイツ兵の名誉は侵害できない確かなものです」、「名誉ある人びとを品位のない環境で拘禁しておく企てには反対しなければなりません。ドイツ人の魂にのしかかる負担を取り除くために、力強い行動が必要です。マンシュタイン将軍やケッセルリンク将軍のような男たち、つまり目下ランツベルクとヴェルルに収監されている男たちとわれわれは一体です。われわれは、われわれの身代わりにかれらにおしつけられたものをともに背負わねばなりません」
また、1952年9月17日BRD連邦議会においてニュルンベルク裁判について フォン・メルカッツ（キリスト教民主同盟）「法的根拠、裁判方法、判決理由そして執行の点でも不当なのです」、メルテン（ドイツ社会民主党）「この裁判は正義に貢献したのではなく、まさにこのためにつくり出された法律をともなう政治的裁判であったことは、法律の門外漢にも明らかです」、エーヴァース（ドイツ党）「戦争犯罪人という言葉は原則として避けていただきたい。……無罪にもかかわらず有罪とされた人びとだからです」といった発言がある。このため、ナチスの犯罪と戦争犯罪を混同することがナチス犯罪者追及の障害になっていた。
これに対し、ドイツ社会民主党のアドルフ・アーントは基本法改正による謀殺罪の時効撤廃を要求するなど、ナチス時代の犯罪に対する論争では時効撤廃による訴追継続の中心となった人物の一人で、「ナチの犯罪」の追及を行うと同時に主要戦犯として終身刑に処せられていたルドルフ・ヘスの釈放嘆願も行っていた。アーントが1965年に「戦争犯罪は戦争法の逸脱から生じる犯罪」だが「ナチの犯罪は戦争犯罪とは無関係で、全国家機能を動員して計画し、熟考のうえ、冷酷卑劣に実行された殺人行為である」として謀殺罪の時効停止を求めたことが象徴するように、「ナチ犯罪者は戦争犯罪人とは別の存在である」という認識がドイツのナチ犯罪追及の根拠である。したがってBRDで追及されているのは「戦争犯罪」とは別の「ナチ犯罪」であり、日本でよく見られる「ドイツの戦争犯罪追及」との表現は正確ではない。

## 国民意識
極右や歴史修正主義の立場から、アウシュヴィッツに象徴されるナチズム犯罪をなかったことにする、あるいは他の政体下で引き起こされた犯罪と相対化しようと試みる動きが存在するが、ホロコーストをナチスの犯罪とする認知はドイツ国民に広く浸透しており、ドイツ国内において「アウシュビッツの嘘」は禁止されている。
1970年にヴィリー・ブラントBRD首相がポーランドを訪問し、ワルシャワ・ゲットーの前でひざまずきナチスの犯罪に対して深い謝罪の姿勢を示したが、その一方で帰国後に「戦後のドイツ人の旧東部ドイツ領からの追放という不正はいかなる理由があろうとも正当化されることはない」とテレビで演説し、ポーランド側の加害行為をも批判している。ブラントはあくまでも「ユダヤ人迫害」について謝罪したのであって、第二次大戦やポーランドへの侵攻を謝罪したのではない。ブラントのポーランドに対する態度は、ナチスがポーランドに被害を与えたことは認めつつも、それは東部ドイツ領の併合とドイツ人に対する迫害により相殺されるというものであった。また、この「跪いての献花」について共産党政権下のポーランドでは公表されず、一般のポーランド人にはほとんど知られていなかった。したがって、これがポーランドの対独世論を変えたというわけではない。
ナチスが周辺国に与えた損害を戦後にドイツが受けた被害により帳消しにするというブラントの立場は、当時東部ドイツ領の回復を望み、追放者の財産返還請求を後押ししていたドイツの保守派から非難されたが、ブラントはその責任はすべてナチスにあってBRDにはないとして批判を退けた。このような認識は現在のBRDにおいて一般的なものとなっている。
1985年にヘルムート・コール首相とロナルド・レーガン米国大統領が、第二次世界大戦の米独両軍の戦死者が眠るビットブルク墓地に献花したが、この墓地にはナチスの武装親衛隊員も葬られていた（ビットブルク論争、de:Bitburg-Kontroverse）。
1985年のリヒャルト・フォン・ヴァイツゼッカー大統領のドイツ終戦40周年記念式典における演説にある
罪の有無、老幼いずれを問わず、われわれ全員が過去を引き受けねばなりません。全員が過去からの帰結に関わり合っており、過去に対する責任を負わされているのであります。
といった言葉を評価する人間もいるが、この発言は単なる一般論であり、演説内では「ヒトラーのポーランド進駐」という表現を使い、「ドイツの侵略」とは一言も言っていない。『シュピーゲル』誌のエルテル編集長は「あの演説では、罪についてほとんど何も話されず、責任や悲劇的な運命への告白が語られただけです。ヒトラーの元で行ったことと、その結果引き起こされたものへの責任だけです。罪については語られず、したがって謝罪もありませんでした」と評価している。
またユダヤ人の虐殺については、「この犯罪は少数の者の手によって行われました。世間の目からは遮られていたのです」と、一般のドイツ人は知らなかったことだと述べているが、ヴァイツゼッカー大統領の父親エルンスト・フォン・ヴァイツゼッカーはユダヤ人の国外移送を推奨した人物であり、フランスのユダヤ人をアウシュヴィッツ＝ビルケナウ強制収容所へ移送するなど、ユダヤ人迫害に関与した人道に対する罪で有罪になっている事実についてはこの演説ではまったく触れられていない。また「5月8日は解放の日でした、ナチズムの暴力支配という人間蔑視の体制から、あの日はわれわれすべてを解放したのです」とし、またナチ体制が多くの国の国民を虐げたことを認めつつ、「苦しめられ、虐げられ、辱められた国民が最後にもう一つありました。私たちドイツ国民です」とドイツ人をも被害者の側に置くなど、実際にはそれまでのドイツ政府と比較して特に踏み出したものではなく、目新しいのはむしろ「ドイツ終戦の5月8日にドイツ国民が解放された」という認識を示した点ぐらいであった。
なおヴァイツゼッカーの終戦40周年記念式典演説は2000年頃まで日本のマスコミでもよく取り上げられていたが、ヴァイツゼッカーが戦犯となった父の罪状を否定し、またドイツ国防軍の戦争犯罪を取り上げた「国防軍の犯罪展」を批判していた（後述）ことなどにより、2000年代後半になるとほとんど姿を消すことになる。
2005年のゲアハルト・シュレーダー首相まで歴代の首相や大統領が、毎年のようにポーランドやイスラエル、バルト三国などを訪問し、犠牲者の碑の前でナチス犯罪を謝罪する姿勢を示し続けているが、同時に東・中欧からのドイツ人追放の被害についても追及している。このように建国から現在に至るまでBRDではナチス犯罪に対する反省を示しつつも、同時にドイツ人を「他国同様、ナチスに抑圧された被害者」の立場に置き、犯罪の主体はあくまでも「ナチス」として、ドイツ国家・国民とは別であるとし、並行して周辺国によるドイツ人迫害の過去も取り上げるのが基本的な立場である。2009年9月1日に行われた第二次大戦開戦70周年記念式典においてもメルケル首相はドイツの行為による開戦が「終わり無き苦しみを招いた」事を認めつつも、終戦後に旧ドイツ領からドイツ人が追放された事は不当と断じ「こうした事実は認識されるべきだ」と述べてドイツ側の立場に変わりがないことを示している。
ポーランドやチェコなどは、このようなBRD側の態度を「接収ドイツ人財産に対する補償請求への後押しにつながっている」と見なしており、対独関係悪化の要因となっている。日本では高く評価されたドイツ要人の謝罪も「懸案である接収ドイツ人財産の法的処理（後述）に言及することを避けた、単なるリップサービス」と冷淡に受け止められることが多い。
2006年に開かれた、ドイツ人追放者を扱った展示会「強いられた道」に関し、ポーランドのヤロスワフ・カチンスキ首相は「とても悲しく、心配だ」とコメントし、2007年になると、以前からドイツとポーランドやチェコとの間で外交問題となっていたドイツ人追放を取り上げた「反追放センター」の建設に関する対立も加わって、追放者問題を巡りドイツ・ポーランド関係は「戦後最悪」と報じられるほどに険悪化することになる。
なお、2008年後半に入ると、南オセチア紛争におけるロシアのグルジア侵攻をきっかけに巻き起こったロシア脅威論、及び世界金融危機の深刻化によりドイツと周辺国との歴史問題は事実上の棚上げとなり、関係は改善に向かったが、根本的な問題解決にはほど遠い状況のままである。
その他にも、歴史研究者や思想家の中には、ナチスを生みだしたドイツとして、戦争やそれにより引き起こされた戦争犯罪を相対化し軽減しようとする試みもあり、これまでにいくつもの論争となっている。ソ連の強制収容所などと比較し、他国も罪を犯しているからといったものや、ドイツのヨーロッパにおける地理的な問題が戦争の主因であるとするもの、あるいはソ連やアメリカが仕掛けようとしていたのであり予防戦争とも言えるのではという意見、あるいは「ヒトラーはアウトバーンをつくった。第三帝国にもよいところはあった」といった罪ばかりではなかったというものまで多様ではあるが、その背景に共通していたのは、この弁明を国民認知させることでドイツのナチズム時代の過去に終止符を打ち「自信に満ちた国民」となり大国としてのドイツを目指すといった意識であった。
アメリカの政治学者ダニエル・ゴールドハーゲンが1996年に出版した『ヒトラーの意に喜んで従った死刑執行人たち』がドイツに巻き起こした「ゴールドハーゲン論争」と言われる大きな論争は、それまでの歴史研究者間での論争とは違った展開を見せた。著作の主な論点は、ナチスのユダヤ人に対するホロコーストは特化した狂信的集団が引き起こしたものでなく、ドイツのいわゆる普通の人々が「自らの意志で」荷担し戦争犯罪を行ったというもので、論点としては決して目新しいものではなかったが、ドイツ国内の一般の新聞各紙までが「ドイツ人に集団的な罪を着せようとしている」として激しい批判を行った。一方でドイツ各地で開かれたゴールドハーゲンの公開討論会と放送は、聴衆や視聴者であるドイツの普通の国民から支持された。こういった国民動向を受け、当初批判を重ねていた新聞各紙もその論調を変え、ゴールドハーゲンの著作に一定の評価を与えるようになった。
2001年2月に『シュピーゲル』誌が行った世論調査では、「ユダヤ人団体は、自身が利益を得るためにドイツに対し過度の補償要求をしていると思うか」との設問に対し、15%がそうだと答え、50%が部分的にせよそうだ、と回答している。また、2003年12月に行われたイギリスの『ガーディアン』による世論調査では、69.9%のドイツ人が「いまだにホロコーストで悩まされていることを不快に感じる」と答え、「ユダヤ人は自分たちの利益のためにナチス時代の過去を利用し、ドイツから金を取ろうとしている」 という質問には全体の1/4が「そう思う」と返答し、1/3が「部分的だが真実」との認識を示すなど、補償要求の受け入れがドイツ国民の共通認識とは言えない現状も明らかになっている。
さらにアンスバッハ世論調査研究所の調査によると、「ヒトラーは戦争を除けばドイツのもっとも偉大な国家指導者の一人だったと思うか」という設問に1955年では48％、1997年の時点でも24％が「そう思う」と答えており、少なくとも政治家としてのヒトラーに対する一般市民の評価は戦後のドイツでも決して低くはない。
公共放送ZDFと全国紙ディ・ヴェルトが2005年3月に18歳以上のドイツ人1,087人を対象に面接調査した世論調査によると「ホロコーストとは何か」との問いには、82%が「（ユダヤ人）大量虐殺」と回答しているが、正解率は年齢別に60歳以上86%、50歳代93%、40歳代87%であるのに対し、30歳代80%、29-25歳68%、24歳以下は51%と若い世代ほどホロコーストについての知識が薄まっていることも判明している。

## 戦争犯罪の補償
BRDでは1956年に、ナチスの迫害の犠牲者のための補償についての連邦法として「連邦補償法」が制定された。これは国家賠償とは異なり、ナチスの犯罪被害者に対するいわば個人補償である戦後補償として位置づけられている。ただし対象の大部分はドイツ国民か、当時ドイツ国民で後にドイツ国籍を離れた人間である。また補償を受ける犠牲者には社会保障額が減額されるなど、実際にはナチス関係者よりも犠牲者の方が低い扱いをされていた。
また制定当初は、もっぱらユダヤ人に対するホロコーストや、それに象徴される迫害への補償であった。このため50万人が犠牲になったと言われるシンティ・ロマ人に対しては1956年にロマに対する補償請求をBRD最高裁は「経験上、彼らは犯罪行為、特に窃盗や詐欺に向かう傾向が認められる」として拒否。結局1963年に新たな判決が下るまで、ドイツ司法はナチス時代のロマに対する迫害を事実上追認していた。
さらに共産党員に対しては、1956年の共産党非合法化以降「自由主義的な民主主義秩序の根幹を揺るがそうとした者」として補償が拒否されている。罪を問われることの無かったほとんどの元ナチス党員、さらに連合軍の戦犯裁判で有罪になった人間も「ドイツの国内法上の犯罪者」ではないため、問題なく恩給や年金を給付され、叙勲の障害にもなっていないが、非合法化時に共産党員だった人間は多くの場合ナチス時代の補償だけでなく、恩給や年金の支払いも「元共産党員」というだけで拒否されていた。また「ナチ政権による被害者の会」代表のフリッツ・ブリングマンがドイツ功労十字勲章の候補に挙ったときも「元共産党員」である事を理由に叙勲対象から外されている。さらに「安楽死」作戦での犠牲者や、同性愛者や兵役拒否者など、ナチスによって社会的に価値の低い人間として迫害を受けた他の犠牲者も補償の対象にはならなかったが、これらについては1988年に新しい要綱が作成され、「苛酷事例」における給付対象の拡大により補償を受けられるようになった。
また、第二次世界大戦下のドイツにおける強制労働は、「奴隷労働」としてニュルンベルク裁判でも軍需相であったシュペーアや労働動員総監のザウケルの判決において罪状の一部とされていながら、それまで「包括補償協定」や「苛酷緩和最終規定」、あるいはドイツ統一後の「和解基金」の設立といった補償問題の見直しがなされた際にも置き去りにされていた。
1998年アメリカで「強制労働」被害者から補償の訴えが起こされた。裁判そのものは時効であったが、強制労働に携わったとしていくつものドイツ企業が訴えられることとなり、製品不買運動にまで発展したことから、訴えられたドイツ企業団は、ナチスの強制労働政策に参加してしまったことによる「歴史的責任」を、BRD下院は「政治的道義的責任」を認め、2000年ナチスによる「強制労働」の被害者への補償のために「記憶・責任・未来」基金の設置がBRD下院で可決された。この基金は総額100億マルクにのぼる膨大なもので、BRD企業団と国が折半して拠出している。この基金に参加することで、BRD企業はアメリカから、ナチスの犯罪に関わっていないという「法的安定性」の保証を見返りとして獲得し、アメリカで経済活動の自由を得た。
ただ、BRD政府は一貫して「請求権問題は解決済み」という立場を取っており、このような基金が「法的な意味における補償ではない」ということは、BRD並びに基金を受け取ったポーランドやチェコ側双方に共通する認識である。また、あくまでもドイツ側の認識は「戦争犯罪」ではなく「ナチスの不法行為」に対するものであり、このためBRDでは、都市の破壊など通常の戦争犯罪による被害についての補償は行っていない。
日本では「BRDは周辺国に対し莫大な賠償を行ってきた」と報じられることがしばしばあるが、実際にはドイツの行ってきた戦争被害への賠償はほとんどがBRD国民向けであり、また「戦争被害に関する個人の請求権」を認めているのはBRD国民に対してだけで、それ以外の戦争被害に関する個人請求権は一切認めていない。
『フランクフルター・アルゲマイネ』紙が2000年7月6日に記事にしたところでは、96年までにBRD政府が行った戦後補償は 1. 負傷、空襲、戦争捕虜などで犠牲になったドイツの兵士、民間人への補償（28兆円）、2. ナチスの不法行為に対する補償（7兆円）、3. 戦争行為で被害を受けた他国民への補償（手付かず）となっている。さらに2003年6月26日、ドイツ最高裁は1944年6月にギリシャのディストモ村で行われたナチス親衛隊による虐殺についての賠償請求を「個人的な請求は認められない」と拒否。また2003年12月10日、BRDのボン地裁は、コソボ紛争時の1999年にNATO軍の空爆で死傷した旧ユーゴスラビア人犠牲者の遺族らがBRD政府に100万ユーロ（当時のレートで約1億3千万円）の賠償を求めた訴訟で「個人が戦争で受けた被害について自国以外の国に賠償を求めることはできない」として請求を棄却（2005年7月28日ケルン高裁もこの判決を支持。2006年11月2日BRD最高裁が原告の上告を棄却し判決が確定）しており、21世紀に入っても「ドイツ人以外には戦争被害を賠償しない」という立場に変わりはない。
その一方で、戦後ポーランドやチェコから追放されたドイツ人財産の返還を請求する動きが長年に渡り存在しており、2006年12月には追放ドイツ人がポーランド政府を相手取り、欧州人権裁判所に訴訟を起こしている。2008年10月10日に欧州人権裁判所は、「ポーランドとドイツがヨーロッパ人権協約を批准したのは第二次世界大戦の後であり、当裁判所は今回の請求を審査する立場にない」との判決を下し、請求を却下した。これはポーランド側の主張通り、追放ドイツ人への補償・財産返還の法的義務がないことを意味すると共に、同様にドイツに対しても第二次大戦時およびそれ以前の行為に対して、欧州人権裁判所は判断を下さないという立場を取ったことを示している。そういった一連の動きに反発する形で、2004年9月にポーランド議会がドイツ政府を相手取って「戦争被害賠償請求決議」を行うなど、戦後60年を経ても未だにBRDと周辺国に横たわる深刻な政治問題となっている。
なお、現在のBRD国内では、ドイツ人追放を不当な犯罪行為とする認識こそ一般的ではあるが、追放者による周辺国に対する財産返還・補償請求への支持が多数派なわけではない。これは追放ドイツ人が請求している相手国に対し、ドイツは戦争被害の賠償を行っていないことから、請求権を相互に適用するとBRD側にも莫大な賠償責任が発生してしまうからである。上述のポーランド議会の賠償請求決議では被害額を首都ワルシャワだけで350億ドルとし、またポーランドに対しBRDの払うべき賠償金は6,400億ドル相当とする数字が出ている。このためBRD政府は「請求権問題は解決済み」の立場を繰り返し表明し、ドイツ人および周辺国の行った請求をすべて支持しないことを明言しているが、それに対する法的措置を取っておらず、ドイツ人からの財産返還請求が行われる余地が残されているとされる。
一般的にドイツ人追放者財産の補償・返還請求を行う側は「周辺国の戦争被害は通常の戦争行為の結果であるが、ドイツ人追放は特定の民族に対する迫害であり人道に対する罪に属するものであるから別に扱わねばならない」として請求権行使の正当性を主張している。支持側の主要な政治家としてはエドムント・シュトイバーやクラウス・キンケルなどがいる。政党別ではキリスト教社会同盟に支持者が多いが、この理由は同党の支持基盤であるバイエルン州には戦後ベネシュ布告によって財産を没収され、チェコから追放されたドイツ人が多数住んでいるからである。
このような事態を招いた原因であるが、BRD政府は第二次大戦における他国の戦争被害に関する請求権について原則的に「戦後、相手国が接収したドイツの財産と相殺されたことで、請求権は相互に放棄され解決済み」の立場を取っている。しかし、旧西側の国々とは条約・協定を調印しているが、ポーランドやチェコなどソ連を除く旧東側諸国相手にはそのような法的処理がなされていない。このため、「解決済み」とするのはあくまでも政府見解にとどまり、法的根拠が不明確なままである。その結果、BRD政府や首脳はドイツ人の請求権の行使について「支持しない」という立場を繰り返すが、補償・返還請求の法的な位置づけについては明言を避けている。
最大の追放ドイツ人団体である追放者連盟の代表エーリカ・シュタインバッハは法的処理を要求しているが、2009年10月時点でドイツ政府・議会には具体的な動きはない。なお2004年8月1日にシュレーダー首相が「補償請求を支持しない」と発言した際、シュタインバッハは「強制移住の被害者の気持ちを傷つける」と批判している。
これは法的処理を行うと、それらの国より追放されたドイツ人から「請求権の肩代わり」による請求が起こることを恐れるがゆえの意図的な怠慢と思われるが、それがドイツ人からの請求を受ける側のポーランドやチェコの警戒と不信を招いている。
2005年11月に『シュピーゲル』誌の発表した世論調査によると、ポーランド人のうち61%は、BRD政府が戦前にドイツ領だった地域を取り戻そうとしているか、あるいはその補償を求めてくるのではないかと考え、また41%は、追放されたドイツ人の各団体の目的は失った個人財産の返還あるいはその補償にあるのではないかという危惧を示すなどなど、ポーランド側の度重なる要求にもかかわらず、追放者財産の法的処理を先延ばしし続けるドイツ政府の態度に、多くのポーランド人が不信感を抱いていることが明らかとなっている。
また、ドイツ人追放者財産の扱いはEUの統合にも影響を与えている。リスボン条約の付帯文書である基本権憲章の財産権を盾に、ドイツ人追放者が財産返還・補償を求めてくる恐れがあるとチェコが難色を示し、他の26カ国が批准を終えた中でチェコだけ批准が行われず、一時期条約発効が宙に浮きかねないとの危惧がもたれた。これについては2009年10月30日に欧州連合首脳会議にて「基本権憲章はチェコに適用しない」との特例措置を認める政治宣言が採択されたことで、2009年11月13日に同国は条約を批准している。なおすでにドイツ人から欧州人権裁判所に提訴されていたポーランドは、イギリスと共に欧州連合基本権憲章の適用を免れることを定めた議定書を付帯させている。
請求権問題に関するポーランドとチェコの立場は異なる。ポーランドは1953年に請求権の放棄を宣言しているため、ドイツに対しては互いの請求権放棄を確認する法的処理を要求しており、議会の賠償請求決議もそのための牽制と見られている。一方、チェコはナチスドイツの継承国であるBRDに対する賠償請求権を放棄していないとの立場を取り、現在もBRDに対するナチス犠牲者への賠償請求を行っているがBRD政府は「請求権は解決済み」として応じていない。
また2010年2月にはギリシャのパンガロス副首相が第二次大戦の賠償をBRDに求めると発言し、1960年の協定で解決済みとするBRD側が反発、フォークスが「ユーロ圏のいかさま師」との見出しで、ギリシャを象徴するミロのビーナス像が中指を立てる挑発的姿勢を取る姿を表紙に掲載した。さらに2012年9月にはギリシャ財務省が第二次大戦でドイツから被った損害に対する賠償請求額を算定すると明かし、2013年4月にはアブラモプロス外務相が議会で戦争賠償をドイツに請求する方針を示し、地元メディアは請求額が1620億ユーロに上ると報じ、その後もギリシャからはBRDに対する賠償請求は続けられ2019年4月にはギリシャ議会においてBRDに対する賠償請求を求める決議が可決された。
2019年4月にはポーランドの補償金評価議会グループのヤヌシュ・シェフチャク下院議員が雑誌「WPolityce」のインタビューにて第二次大戦中の損害賠償金としてBRDに少なくとも9000億ドルを請求する方針だと述べており、更に2022年9月にはポーランドの請求する賠償額が6兆2000億ズロチ（約180兆円）と報じられ21世紀において未だに第二次大戦の戦後補償問題がBRDと周辺国との間でわだかまりを残している事が明らかとなっている。
また2022年ロシアのウクライナ侵攻においてはウクライナ側からBRDに対して軍事援助の不十分を批判する声として独ソ戦において800万人のウクライナ人の命が奪われた事を引き合いに出すなどBRDの慎重な態度を批判する文脈で「第二次大戦の反省」が取り上げられる事もある。

## 旧枢軸国の戦争犯罪観
BRD政府は一貫して連合国による戦犯裁判を「法の遡及（事後法）適用」としてその法的正当性を否定しており、1952年9月17日連邦議会にて激しく戦犯裁判が非難され、その後も講和条約が結ばれることがなかったため、BRD政府は戦犯裁判を受け入れなかった。BRD政府は連合国が行ったドイツ人戦犯裁判を遡及効禁止の観点から厳しい批判を浴びせていたが、1961年に行われたアイヒマン裁判では明らかな法の遡及適用が行われていながらBRD政府は黙認しており、戦犯裁判への批判が政治的なものであることをうかがわせている。また、ヴァイツゼッカー大統領の父親で、開戦時の外務次官であったエルンスト・フォン・ヴァイツゼッカーは、先述の通りニュルンベルク継続裁判において「侵略戦争を指導した」（A級戦犯）として有罪になっているが、ヴァイツゼッカー大統領は回想録にて父の罪状を「まったく馬鹿げた非難だった。真実をちょうど裏返しにした奇妙な話である」と全面的に否定し、同時に戦犯裁判の不当性を訴えている。ヴァイツゼッカー回想録において、父の罪状については「起訴された第一の点」の「侵略戦争を指導した」ことのみ言及されているが、実際には人道に対する罪でも起訴されているにもかかわらず、こちらは回想録には一切言及がない。
戦争についても、「ポーランドなどに対しては侵略だがソ連に対しては自衛」（ドイツ国立軍事史研究所の編纂した「第二次大戦史」第4巻においても同様の主張がなされている）、「侵略戦争についてはどこの国もやっていたことであり、ドイツだけがことさら批判される筋合いはない」というものから、中には1992年に連邦功労十字勲章を授与されたアルフレート・シッケル（所長を務めるインゴルシュタット現代史研究所は税金から公的支援を受けている）のように「第二次大戦勃発の責任はヒトラーではなく、ルーズヴェルトにある」と主張する人物もいる。
また、ハンス・グロプケ首相府長官、テーオドーア・オーバーレンダー難民相（この両名はDDR政府が本人不在のまま行った「裁判」により「有罪」を宣告されたが、BRD政府はこれを無視した）、ハンス＝クリストフ・ゼーボーム副首相、ヴォルフガング・フレンケル検事総長など、「ナチス犯罪に加担した」と批判された人物が幾人も政府首脳や官僚の上層部に含まれていた。このためにBRD政府は本腰を入れて過去の追及を行うことはできなかったという見方もある。
さらに、再軍備に伴い「戦争犯罪とは無縁であるクリーンな国防軍」というイメージが造られ、軍による虐殺や略奪といった一般的な戦争犯罪の追及はタブーとなっていった。
戦後半世紀を経て、BRD国内でも戦争犯罪についての認識を改めようとする動きが生まれ、1995年には「国防軍の犯罪展」が開かれたが、これに対して旧国防軍将兵や保守層から猛烈な反発が起きている。例えばヴァイツゼッカー大統領は、保守系のキリスト教民主同盟所属であり、「国防軍の犯罪展」については所属政党の国防軍観にもとづいて厳しい批判を行っており、199年11月27日『フォークス』誌上で、犯罪展について「集団としての罪を主張することは、人道的、倫理的、そして宗教的に嘘なのです。無実についてと同じように、罪はいつも個人的なものです」と評している。また同じくヘルムート・シュミットは、98年12月23日の南ドイツ新聞にて「祖国に対するある種の自己暗示的なマゾヒズム」、98年3月1日のヴェルト・アム・ゾンダーク誌にて「こういう極左の意見は、危険なのにもかかわらず、禁じられていません」と犯罪展を非難していた。
組織としてBRDの国軍であるドイツ連邦軍と旧国防軍との間に直接の繋がりはないが、各地のドイツ連邦軍の記念館には旧国防軍将校も「英雄」として展示され、同様にBRD海軍で長らく使用されたリュッチェンス級駆逐艦（リュッチェンス、メルダース、ロンメル）や多数の国防軍の施設に旧国防軍高級将校の名前が冠されている。